# Christian Ehrenfried Charisius von Olthoff
Christian Ehrenfried Charisius von Olthoff (* 17. März 1691 in Stralsund, Pommern; † 1751) war schwedischer Regierungsbeamter, Diplomat, Postdirektor und Theaterschriftsteller. Er gehörte zu den Begründern des schwedischen Theaters.

## Leben
Nach dem Studium trat er in den schwedischen Militärdienst und nahm 1718 am Feldzug nach Norwegen teil. 1719 wurde er außerordentlicher Kanzlist und im Juli desselben Jahres Kopist im Sekretariat für Auswärtige Angelegenheiten der königlichen Kanzlei. 1723 erfolgte seine Aufnahme in das Ritterhaus. Am 8. Dezember 1725 wurde er zum ordentlichen Kanzlisten befördert.
1727 begleitete er den Konteradmiral („Schoutbynacht“) Johan von Utfall als Sekretär nach Algerien, wo er am Abschluss des ersten Handelsvertrages zwischen Schweden und Algerien mitwirkte. Am 7. August 1733 wurde er zum königlichen Kammerherrn ernannt. 1740 wurde er zum Registrator befördert und Ende 1741 zum Staatssekretär im Sekretariat für Auswärtige Angelegenheiten.
Später war er für drei Jahre Mitglied des Regierungsrates und am 21. Februar 1745 zum Postdirektor in Schwedisch-Pommern ernannt. Im Rang eines Oberpostdirektors starb er 1751.

## Familie
Christian Ehrenfried Charisius von Olthoff war der Sohn Christian Ehrenfried Charisius' und dessen dritter Ehefrau Juliane Katharina Coch. Zwei Jahre nach dem Tod seines Vaters heiratete seine Mutter 1699 Justus Ludwig Olthoff. Dieser wurde 1707 in den Adelsstand erhoben. Der Adelsbrief schloss auch den Stiefsohn mit ein und Christian Ehrenfried Charisius hatte seinem Namen fortan den Zusatz „von Olthoff“ hinzuzufügen.
In der Literatur taucht als leiblicher Vater Justus Ludwig Olthoff auf, was der Wiederverheiratung der Witwe Charisius geschuldet ist.
Christian Ehrenfried Charisius von Olthoff war zweimal verheiratet. Seine erste Frau Engel Charlotta Lindhielm war die Tochter des Hofmarschalls und Kammerherrn Axel Lindhielm. Seine zweite Frau stammte aus Mecklenburg.

## Theater in Stockholm
In Schweden ist der Name Olthoff vor allem mit dem Entstehen des ersten ständigen schwedischsprachigen Theaters verbunden. In den 1730er Jahren gehörten er und Anders Johan von Höpken einer Gesellschaft von Schauspielamateuren aus den höheren Gesellschaftsschichten Stockholms an, die unter seiner Leitung Theaterstücke in schwedischer und französischer Sprache aufführten. Mit der steigenden Beliebtheit dieser Vorstellungen kam der Wunsch nach einer ständigen Spielstätte auf. Diese wurde am 4. Oktober 1737 im Ballhaus in Stockholm mit der Aufführung des Stückes „Plutus eller Mammon“ als „Kongliga svenska skådeplatsen“ eröffnet. Bei dem Stück handelte es sich um eine durch Olthoff ins schwedische übersetzte Komödie von Marc-Antoine Legrand (1673–1728), die 1740 als Druck erschien. 1738 verfasste er einen Prolog. Wegen verschiedener Schwierigkeiten und seiner wenige Jahre später erfolgten Versetzung nach Schwedisch-Pommern konnte er die Arbeiten daran nicht fortsetzen.